# Сарка (приток Шижни)
Сарка, Сарка Ладвушская — река в России, протекает по Тихвинскому району Ленинградской области.
Исток — озеро Сарозеро севернее Ганькова. Течёт на запад и у деревни Ладвуши впадает с левого берега в Шижню в 48 км от устья последней. Длина реки составляет 9 км.
В 2 км от устья принимает левый приток из болота Бродской Мох.

## Данные водного реестра
По данным государственного водного реестра России относится к Балтийскому бассейновому округу, водохозяйственный участок реки — Свирь, речной подбассейн реки — Свирь (включая реки бассейна Онежского озера). Относится к речному бассейну реки Нева (включая бассейны рек Онежского и Ладожского озера).
По данным геоинформационной системы водохозяйственного районирования территории РФ, подготовленной Федеральным агентством водных ресурсов:
- Код водного объекта в государственном водном реестре — 01040100812102000013703
- Код по гидрологической изученности (ГИ) — 102001370
- Код бассейна — 01.04.01.008
- Номер тома по ГИ — 2
- Выпуск по ГИ — 0